# NGC 6744A
NGC 6744A (другие обозначения — PGC 62815, ESO 104-38) — галактика в созвездии Павлин.
Этот объект не входит в число перечисленных в оригинальной редакции «Нового общего каталога» и был добавлен позднее.